# بين باول
بين باول (بالإنجليزية: Ben Powell)‏ هو متسابق دراجات نارية أسترالي، ولد في 28 نوفمبر 1984 في Helensvale, Queensland ‏ في أستراليا.